# Pascal Siakam
Pascal Siakam (Douala, 2 de abril de 1994) es un baloncestista camerunés que pertenece a la plantilla de los Indiana Pacers de la NBA. Con 2,03 metros de estatura, juega en la posición de ala-pívot.

## Trayectoria deportiva

### Universidad
Tras pasar un primer año en blanco a causa de una lesión jugó dos temporadas con los Aggies de la Universidad Estatal de Nuevo México, en las que promedió 16,6 puntos, 9,7 rebotes y 2,0 tapones por partido. En su primera temporada, tras ser titular en 27 de los 34 partidos disputados, fue elegido novato del año de la Western Athletic Conference e incluido en el mejor quinteto de la conferencia, promediando 12,8 puntos por partido y liderando a los Aggies en rebotes, con 7,7.
Al año siguiente lideró la WAC en puntos (20,2), rebotes (11,6) y tapones (2,2), por lo que fue elegido Jugador del Año.

#### Estadísticas
| Año     | Equipo           | PJ | PT | MPP  | %TC  | %3P  | %TL  | RPP  | APP | ROB | TPP | PPP  |
| ------- | ---------------- | -- | -- | ---- | ---- | ---- | ---- | ---- | --- | --- | --- | ---- |
| 2014–15 | New Mexico State | 34 | 27 | 30.8 | .572 | .000 | .759 | 7.7  | 1.3 | .8  | 1.8 | 12.8 |
| 2015–16 | New Mexico State | 34 | 34 | 34.6 | .539 | .200 | .678 | 11.6 | 1.7 | 1.0 | 2.2 | 20.3 |
| Total   | Total            | 68 | 61 | 32.7 | .551 | .176 | .711 | 9.7  | 1.5 | .9  | 2.0 | 16.6 |

### Profesional

#### Toronto Raptors (2016-2024)

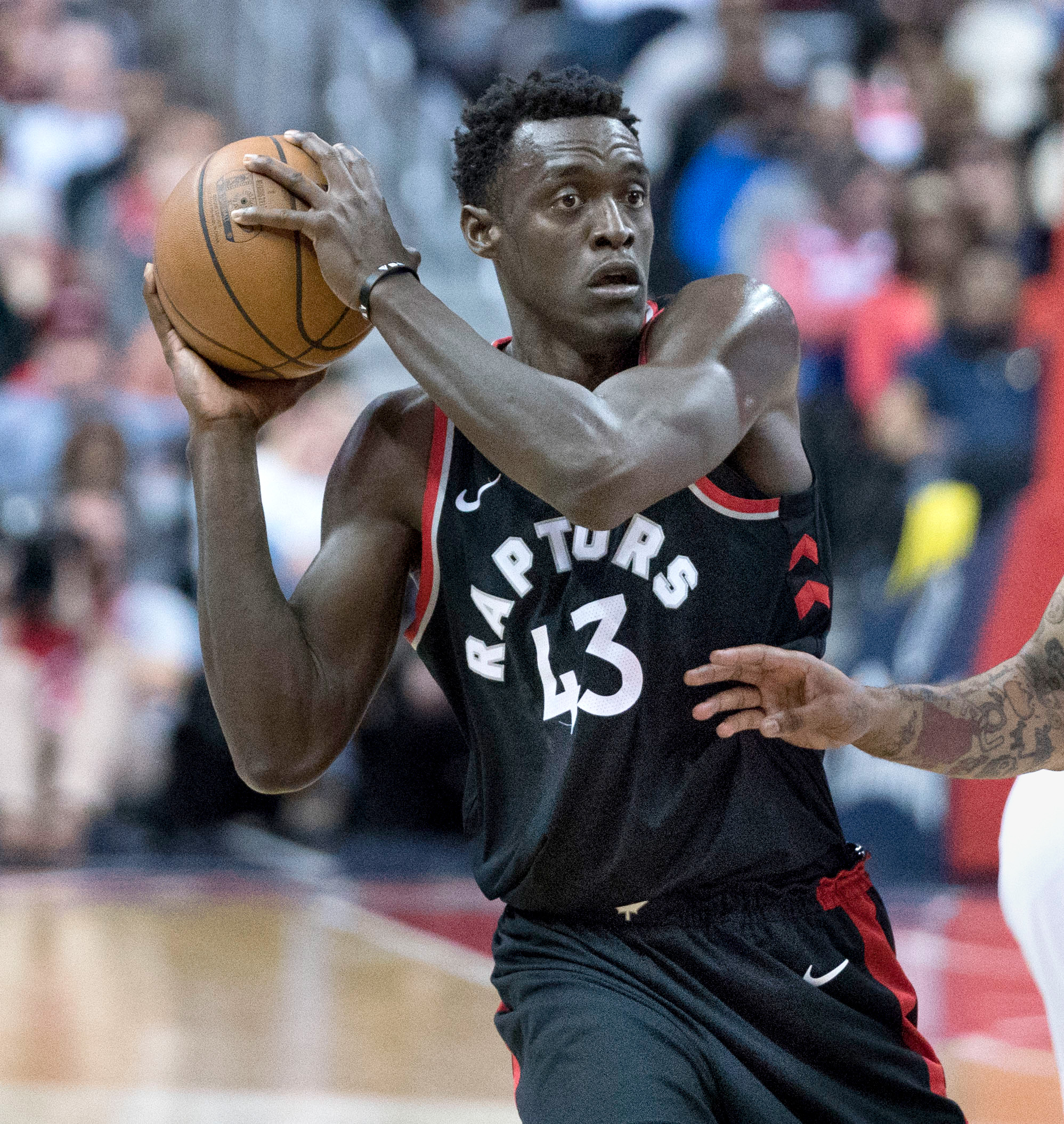
Siakam con Toronto Raptors en 2018.

Fue elegido en la vigésimo séptima posición del Draft de la NBA de 2016 por Toronto Raptors. Debutó el 26 de octubre en un partido ante Detroit Pistons, consiguiendo 4 puntos y 9 rebotes.
En su tercera temporada, la primera como titular indiscutible, el 13 de junio de 2019 se proclamó campeón de la NBA. Consiguiendo unas estadísticas, en dichas finales, de 16,9 puntos y 6,9 rebotes por partido. Al término de la temporada fue elegido, jugador más mejorado de la NBA.
Antes del comienzo de su cuarto año con los Raptors, el 19 de octubre de 2019, acuerda una extensión de contrato por 4 años y $130 millones. El 8 de noviembre alcanza su récord personal de anotación con 44 puntos ante New Orleans Pelicans. Fue elegido para disputar el All-Star Game de la NBA 2020 donde se convirtió en el primer jugador que ha pasado por la D-League en ser jugador titular de un partido del All-Star Game de la NBA, y el segundo tras Khris Middleton en disputar este partido tras haber pasado por la liga menor. Al término de la temporada fue incluido en el segundo mejor quinteto de la NBA.
Ya en su quinta campaña en Toronto, el 11 de enero de 2021, consiguió el primer triple-doble de su carrera con 22 puntos, 13 rebotes y 10 asistencias, ante Portland Trail Blazers. El 2 de mayo anota 39 puntos y captura 13 rebotes ante Los Angeles Lakers. El 6 de mayo igualó su mejor registro personal en anotación, con 44 puntos ante Washington Wizards.
En junio de 2021 es operado para reparar un desgarro en el hombro izquierdo, perdiéndose los 10 primeros partidos de la temporada 2021-22, la sexta como jugador de los Raptors. El 15 de enero de 2022 ante Milwaukee Bucks, registra el segundo triple doble de su carrera al conseguir 30 puntos, 10 rebotes y 10 asistencias. El 28 de marzo ante Boston Celtics, alcanza su máximo de la temporada con 40 puntos y 13 rebotes. El 7 de abril consigue un triple-doble de 37 puntos, 12 asistencias y 11 rebotes ante Philadelphia 76ers.
Durante su séptima temporada con los Raptors, el 21 de diciembre de 2022 ante New York Knicks anota 52 puntos, su récord personal y la tercera mejor anotación de la historia de la franquicia. El 10 de febrero se anuncia su participación en el All-Star Game de 2023, siendo la segunda nominación de su carrera. Al término de la temporada regular finaliza con el mayor promedio de minutos jugados de la liga (37,4), por segundo año consecutivo.

#### Indiana Pacers (2024-presente)
Durante el trascurso de su octava temporada en Toronto, el 17 de enero de 2024, es traspasado a Indiana Pacers a cambio de Bruce Brown, Jordan Nwora, Kira Lewis y 3 primeras rondas de draft.
En junio de 2024 renueva con los Pacers por cuatro años y $189,5 millones. A finales de enero de 2025 se anunció su participación como reserva en el All-Star Game, siendo la tercera nominación de su carrera. Ya en postemporada, el 23 de mayo, en el segundo encuentro de finales de conferencia ante New York Knicks, anota 39 puntos, su mejor marca en playoffs y la más alta de un jugador de los Pacers desde Paul George en 2016. Al término del sexto encuentro, y tras la victoria en la serie, fue nombrado MVP de las Finales de la Conferencia.

## Estadísticas de su carrera en la NBA
|  | Denota temporadas en la que ganó un campeonato de la NBA |
|  | Líder de la liga                                         |

### Temporada regular
| Año      | Equipo   | PJ  | PT  | MPP  | %TC  | %3P  | %TL  | RPP | APP | ROB | TPP | PPP  |
| -------- | -------- | --- | --- | ---- | ---- | ---- | ---- | --- | --- | --- | --- | ---- |
| 2016-17  | Toronto  | 55  | 38  | 15.6 | .502 | .143 | .688 | 3.4 | .3  | .5  | .8  | 4.2  |
| 2017-18  | Toronto  | 81  | 5   | 20.7 | .508 | .220 | .621 | 4.5 | 2.0 | .8  | .5  | 7.3  |
| 2018-19  | Toronto  | 80  | 79  | 31.9 | .549 | .369 | .785 | 6.9 | 3.1 | .9  | .7  | 16.9 |
| 2019-20  | Toronto  | 60  | 60  | 35.2 | .453 | .359 | .792 | 7.3 | 3.5 | 1.0 | .9  | 22.9 |
| 2020-21  | Toronto  | 56  | 56  | 35.8 | .455 | .297 | .827 | 7.2 | 4.5 | 1.1 | .7  | 21.4 |
| 2021-22  | Toronto  | 68  | 68  | 37.9 | .494 | .344 | .749 | 8.5 | 5.3 | 1.3 | .6  | 22.8 |
| 2022-23  | Toronto  | 71  | 71  | 37.4 | .480 | .324 | .774 | 7.8 | 5.8 | .9  | .5  | 24.2 |
| 2023-24  | Toronto  | 39  | 39  | 34.7 | .522 | .317 | .758 | 6.3 | 4.9 | .8  | .3  | 22.2 |
| 2023-24  | Indiana  | 41  | 41  | 31.8 | .549 | .386 | .699 | 7.8 | 3.7 | .8  | .4  | 21.3 |
| 2024-25  | Indiana  | 78  | 78  | 32.7 | .519 | .389 | .734 | 6.9 | 3.4 | .9  | .5  | 20.2 |
| Total    | Total    | 629 | 535 | 31.2 | .499 | .339 | .763 | 6.7 | 3.6 | .9  | .6  | 18.0 |
| All-Star | All-Star | 3   | 2   | 14.0 | .750 | .000 | .500 | 5.0 | 2.0 | 1.0 | .0  | 10.3 |

### Playoffs
| Año   | Equipo  | PJ | PT | MPP  | %TC  | %3P  | %TL  | RPP | APP | ROB | TPP | PPP  |
| ----- | ------- | -- | -- | ---- | ---- | ---- | ---- | --- | --- | --- | --- | ---- |
| 2017  | Toronto | 2  | 0  | 5.0  | .000 | –    | –    | 1.5 | .5  | .5  | .0  | .0   |
| 2018  | Toronto | 10 | 0  | 17.9 | .610 | .750 | .650 | 3.6 | .8  | .1  | .6  | 6.6  |
| 2019  | Toronto | 24 | 24 | 37.1 | .470 | .279 | .759 | 7.1 | 2.8 | 1.0 | .7  | 19.0 |
| 2020  | Toronto | 11 | 11 | 38.0 | .396 | .189 | .717 | 7.5 | 3.8 | 1.1 | .4  | 17.0 |
| 2022  | Toronto | 6  | 6  | 43.3 | .477 | .235 | .861 | 7.2 | 5.8 | 1.2 | 1.0 | 22.8 |
| 2024  | Indiana | 17 | 17 | 35.4 | .541 | .298 | .619 | 7.5 | 3.8 | .8  | .4  | 21.6 |
| 2025  | Indiana | 23 | 23 | 33.5 | .513 | .427 | .713 | 6.3 | 3.4 | 1.2 | .7  | 20.5 |
| Total | Total   | 93 | 81 | 33.7 | .490 | .309 | .719 | 6.6 | 3.2 | .9  | .6  | 18.1 |